# Sonia Gidal
Sonia Gidal  (hebräisch סוניה גידל; geb. Epstein, geboren 1922 in Berlin; gestorben 2012 in München) war eine deutsch-israelische Bildjournalistin, Autorin und Regisseurin. 

## Werdegang
Sie emigrierte 1938 auf der Flucht vor den Nationalsozialisten nach Palästina, wo sie zunächst in einem Kibbuz arbeitete. Um 1940 begann sie ihre Karriere als Bildjournalistin, unterstützt durch den Fotografen Lasar Dünner. Zwischen 1941 und etwa 1960 war sie mit dem  Fotojournalisten Tim Gidal verheiratet. Sonia Gidal lebte die letzten Jahrzehnte ihres Lebens in München. Dort starb sie 2012.

## Werk
Gemeinsam mit ihrem Mann veröffentlichte Gidal über 20 Bücher, wobei Tim die Fotos produzierte, sie die Texte schrieb. Die Werke widmen sich dem Alltagsleben junger Menschen in verschiedenen Ländern und Kulturen. Zu ihren bekanntesten Veröffentlichungen zählen „Mein Dorf in Israel“ (1963), „Der junge Fischer von Mykonos“ (1963) und „Mein Dorf in Japan“ (1968).

## Ethnographische Sammlung
Sonja Gidals in vielen Jahren zusammengetragene Sammlung von ethnographischen Objekten der Beduinen der Negev befindet sich geschlossen im Ethnologischen Museum Berlin.